# Polypodium feuillei
Polypodium feuillei är en stensöteväxtart som beskrevs av Carlo Luigi Giuseppe Bertero. Polypodium feuillei ingår i släktet Polypodium och familjen Polypodiaceae. Utöver nominatformen finns också underarten P. f. ibanezii.